# W.R.: Mysteries of the Organism
W.R.: Mysteries of the Organism is een Joegoslavische pseudodocumentaire uit 1971 onder regie van Dušan Makavejev.

## Verhaal
De Oostenrijks-Amerikaanse psychiater Wilhelm Reich geloofde in het bestaan van erotische energie. In de film vinden vraaggesprekken plaats met zijn volgelingen. Verder is er een verhaal over een seksueel bevrijde Joegoslavische communiste die verkondigt dat politieke vrijheid kan worden verkregen door seksuele energie. Intussen brengt haar kamergenote de theorie in de praktijk.

## Rolverdeling
| Acteur           | Personage          |
| ---------------- | ------------------ |
| Milena Dravić    | Milena             |
| Ivica Vidović    | Vladimir Iljitsj   |
| Jagoda Kaloper   | Jagoda             |
| Tuli Kupferberg  | Amerikaans soldaat |
| Zoran Radmilović | Radmilović         |
| Jackie Curtis    | Zichzelf           |
| Miodrag Andrić   | Soldaat            |
| Živka Matić      | Huisbazin          |